# Sjömanshuset, Halmstad

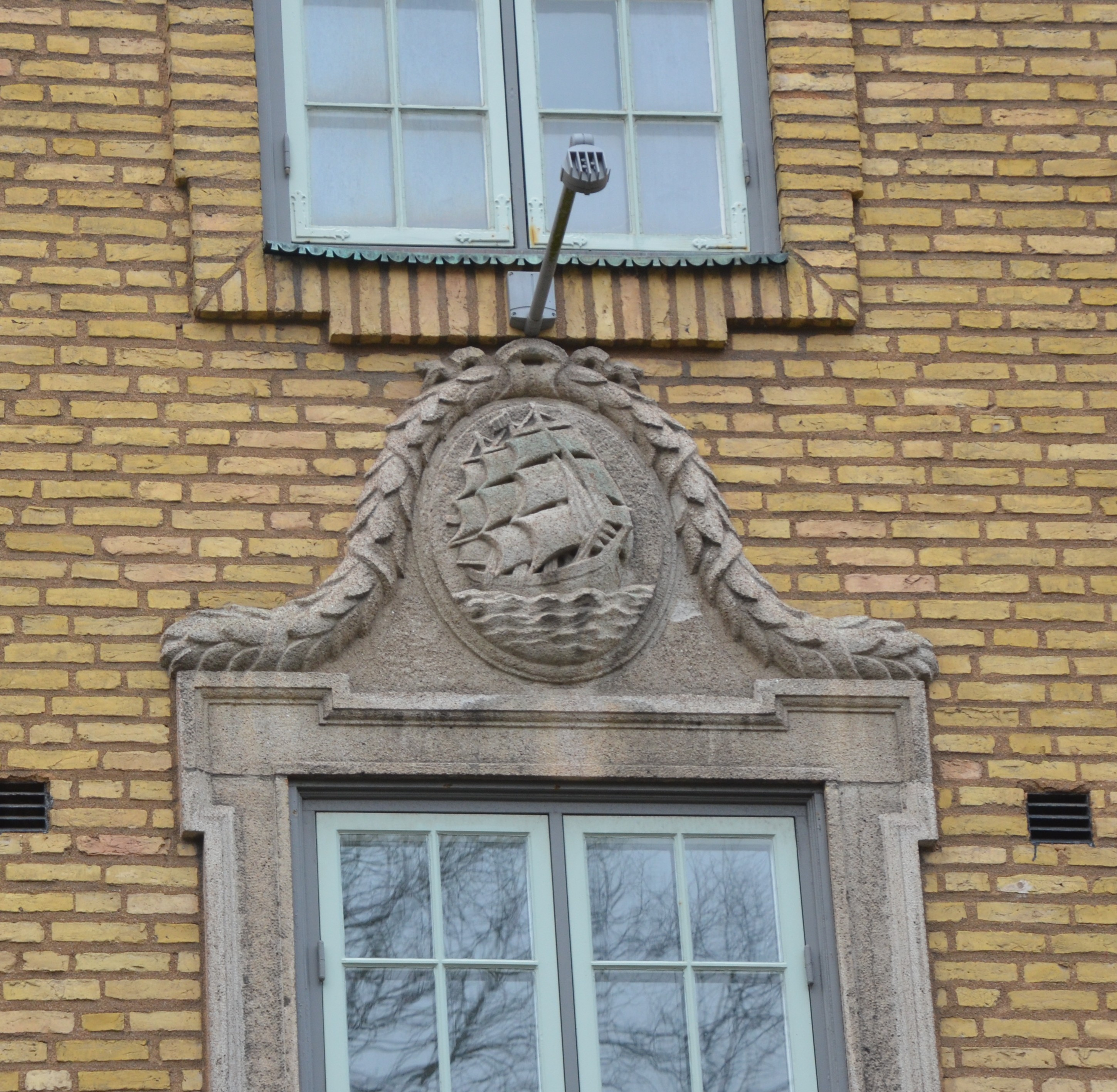
Relief ovanför fönster

Sjömanshuset i Halmstad är ett tidigare sjömanshus i Halmstad, som inrättades 1790 och upphörde 1961. 
En fyra våningar hög kontorsbyggnad i tegel uppfördes 1925 för Halmstads sjömanshus vid Bredgatan i Stationsparken i Östra Förstaden. Arkitekt var Uno Forthmeiier. Byggnaden är idag ett kontorshus.

## Bildgalleri

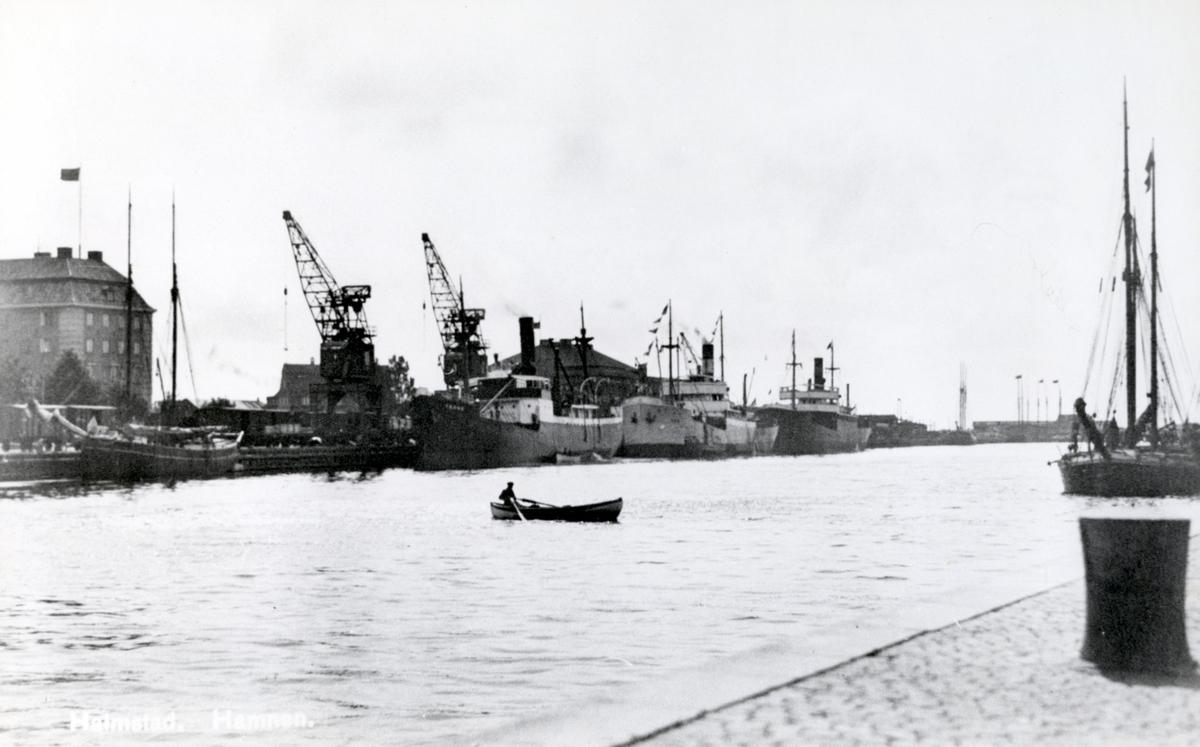
Halmstads hamn, med Sjömanshuset skymtande till vänster, På Nissan den roddbåt som från 1905 fanns som personfärja över Nissan i höjd med nuvarande Slottsbron. Foto från mellan 1921 och 1956.
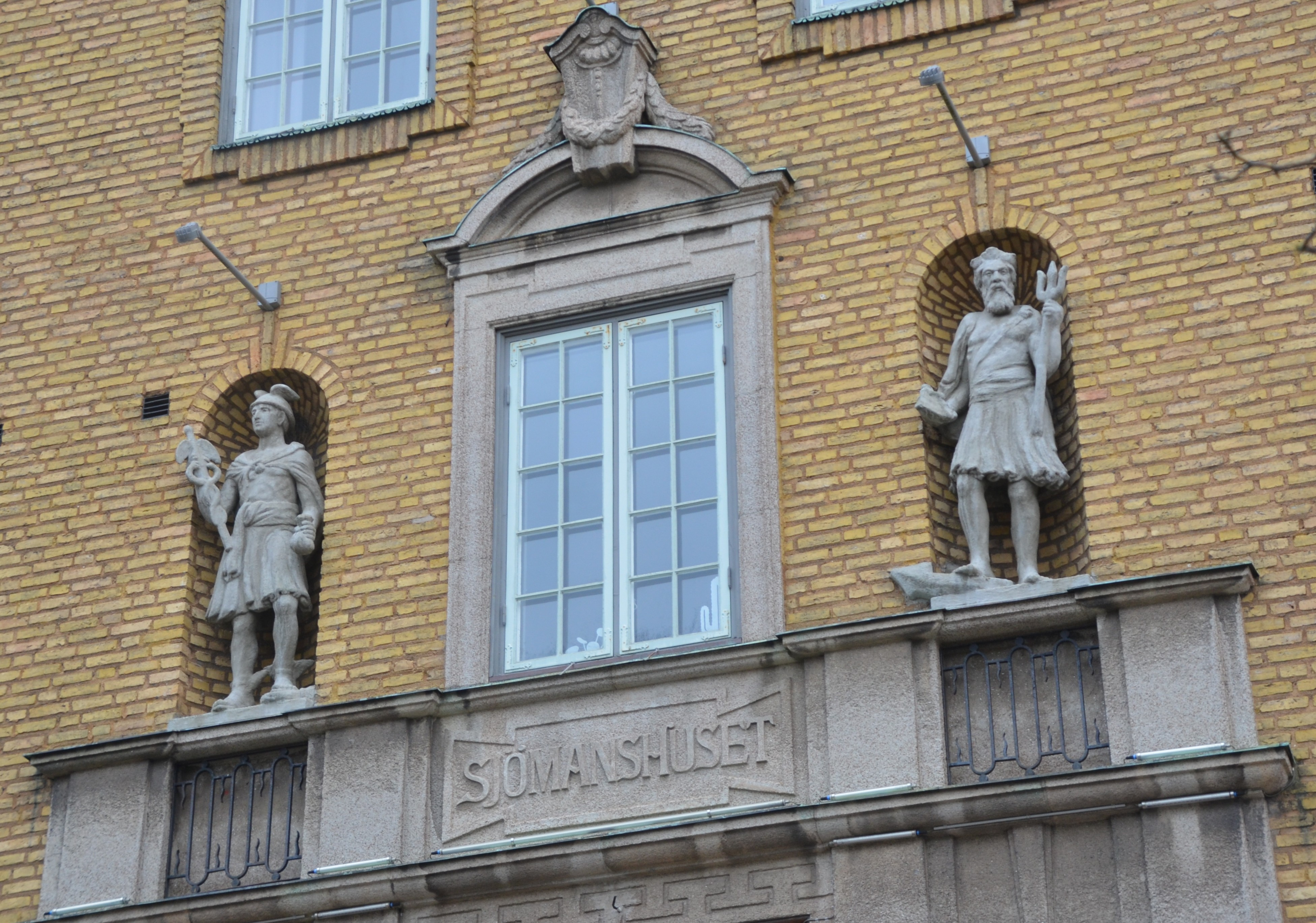
Fasaden, med skulpturer av Mercurius och Poseidon
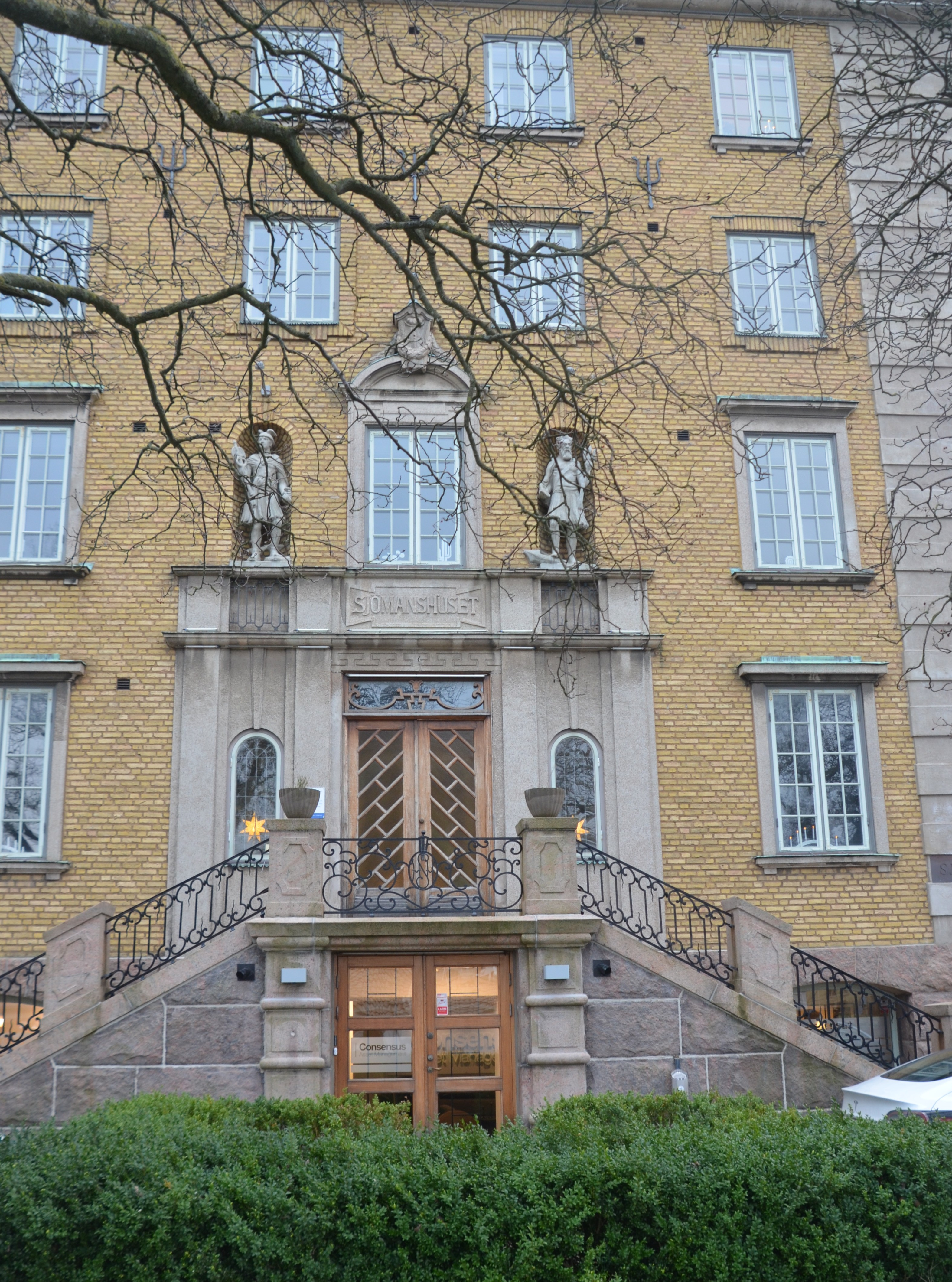
Emblem ovanför fönster